# Tubulipora stellata
Tubulipora stellata is een mosdiertjessoort uit de familie van de Tubuliporidae. De wetenschappelijke naam van de soort is voor het eerst geldig gepubliceerd in 1886 door Busk.